# Venndiagram

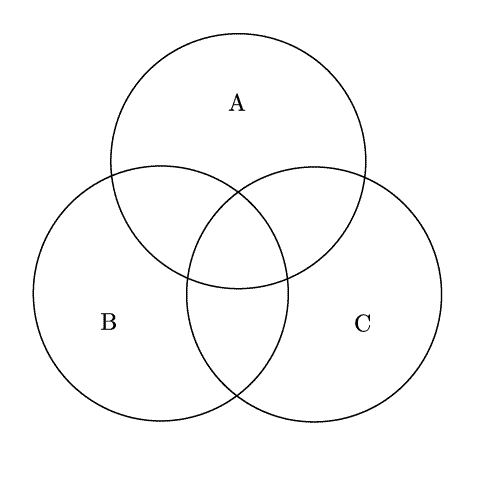
Venndiagram för tre klasser A, B och C. I skärningspunkten mellan cirklarna finns det som tillhör alla tre klasser.

Venndiagram för fyra klasser A, B, C, D

Venndiagram är illustrationer som används i mängdlära för att visa på det matematiska eller logiska sambandet mellan klasser eller mängder. Vanligen, men inte nödvändigtvis, består ett venndiagram av två eller tre överlappande cirklar och hanterar tre respektive sju möjliga kombinationer. Venndiagram har på grund av sin pedagogiska tydlighet använts i introduktionskurser i logik sedan början av 1900-talet.

## Historia
Venndiagram har fått sitt namn efter den brittiske logikern John Venn (1834–1923). Tidigare versioner har bland annat använts av Raimundus Lullus på 1100-talet och Gottfried Wilhelm von Leibnitz på 1600-talet. Venn själv använde inte termen utan kallade dem Eulerska cirklar. Det var 1918 som fenomenet fick namnet Venndiagram av filosofen Clarence Irving Lewis.

## Användning
Venndiagram har många praktiska tillämpningar inom till exempel logik och statistik. De används bland annat för att ge överskådliga bilder av likheter och olikheter, men för mer komplexa samband (fyra cirklar eller fler) minskar tydligheten kraftigt.
Venndiagram med två cirklar används för att representera kategoriska propositioner, såsom "Alla S är P", "Inga S är P" eller "Några S är P", medan Venndiagram med tre cirklar används för att representera kategoriska syllogismer, såsom "Alla greker är människor. Inga människor är odödliga. Därför är inga greker odödliga."
Ett venndiagram innehåller alltid alla kombinationer mellan mängder som är logiskt möjliga och kan därför användas till informella bevis. Andra typer av liknande diagram, till exempel Eulerdiagram, kan användas för att illustrera logiska satser där till exempel A och B är disjunkta.
I ett venndiagram som innehåller de tre mängderna A, B och C måste varje punkt (som representerar ett element) höra till någon av kategorierna:
1. punkten ligger varken i A, B eller C
2. punkten ligger i antingen A, B eller C
3. punkten hör till exakt två mängder
4. punkten hör till alla tre mängder

## Exempel

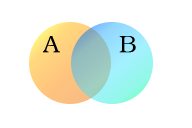
Ett enkelt venndiagram

I venndiagrammet till höger kan den orange cirkeln (mängd A) få representera alla tvåbenta djur och den blå (mängd B) alla djur som kan flyga. 
- I snittet, det område där de två mängderna överlappar varandra, finns då alla djur som både har två ben och kan flyga (till exempel en papegoja).
- Unionen mellan mängderna, det område som upptas av båda cirklarna, representerar då alla djur som antingen kan flyga eller som har två ben eller både och.

## "Univers"
Ibland kan en rektangel som tänks representera ett "univers" läggas till venndiagrammet. Genom att definiera detta univers kan man visa om ett element ingår i unionen, (2) ingår i universumet eller (3) helt saknar relevans.
Om man således definierar detta univers som "djur":
- Till exempel faller spindlar och valar som varken är tvåbenta eller kan flyga utanför unionen av A och B.
- Utanför universumet faller till exempel träd som ju överhuvudtaget inte är djur.

## Eulerdiagram

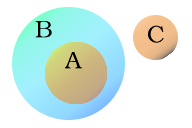
Satsen "A är en delmängd till B; C har inga element gemensamma med B" uttryckt i ett Eulerdiagram.

Eulerdiagram är inte venndiagram eftersom alla möjliga kombinationer inte behöver finnas representerade. Eulerdiagram kallas dock ofta slarvigt för venndiagram. Venndiagram är en typ av Eulerdiagram.